# Catherine Gonnard
Catherine Gonnard (Lille, 28 de abril de 1958) é uma jornalista e ensaísta francesa, especializada em literatura, história da mulher e homossexualidade feminina. 

## Biografia
Na década de 1980, ela participou do Movimento de Informação e Expressão de Lésbicas (MIEL) e na fundação do Comitê de Emergência Contra Repressão Homossexual. Parte de seus arquivos sobre os movimentos LGBT se encontra na Bibliothèque Marguerite Durand.
Entre os anos de 1980 e 1987, participou do comitê editorial do periódico Homophonies. Então, entre 1989 e 1998, foi editora-chefe da revista Lesbia Magazine. Atualmente colabora com regularidade na revista Têtu. Ela ajudou na construção dos arquivos da União das Mulheres Pintoras e Escultoras. 
Ela participou de várias palestras e conferências na França e no exterior. Ela escreveu vários artigos e publicações sobre literatura, arte, mulheres e lesbianismo. Ela também possui interesse na história das mulheres na música. Ela é especialista em arquivos audiovisuais e participa do projeto "Genrimages: representações sexuais e estereótipos na imagem", do Centro Audiovisual Simone de Beauvoir.

## Curta metragens
- UFPS, Union des femmes peintres et sculpteurs (53 min), com Anne-Marie Gourier, Centro Audiovisual Simone de Beauvoir, 2007;[11]
- Elula, les hommes on s'en fout (26 min), com Josée Constantin, produção do Canal Plus, 2000;
- Lesbien raisonnable (20 min), com Josée Constantin, produção do Canal Plus, 1999.

## Publicações
- Femmes artistes/artistes femmes, com Élisabeth Lebovici, Paris, Hazan, 2007.
- Dictionnaire des cultures gaies et lesbiennes, obra coletiva sobre organização de Didier Eribon, Paris, Larousse, 2003.